# Суренаван
Суренаван (арм. Սուրենավան) — село в Араратской области Армении. Основано в 1897 году.
В туристических маршрутах часто называется «деревней аистов» благодаря гнездящимся здесь птицам.

## География
Село расположено в южной части марза, на склоне Урцского хребта, при автодороге , на расстоянии 22 километров к юго-востоку от города Арташат, административного центра области. Абсолютная высота — 815 метров над уровнем моря.
Климат
Климат характеризуется как семиаридный (BSk в классификации климатов Кёппена).

## Население
| Год переписи | Население          | Население          | Население          | Население            | Население            | Население            |
| Год переписи | Наличное население | Наличное население | Наличное население | Постоянное население | Постоянное население | Постоянное население |
| Год переписи | Всего              | Мужчины            | Женщины            | Всего                | Мужчины              | Женщины              |
| ------------ | ------------------ | ------------------ | ------------------ | -------------------- | -------------------- | -------------------- |
| 2001         | 2257               | 1100               | 1157               | 2393                 | 1194                 | 1199                 |
| 2011         | 2059               | 1029               | 1030               | 2172                 | 1096                 | 1076                 |

## Галерея

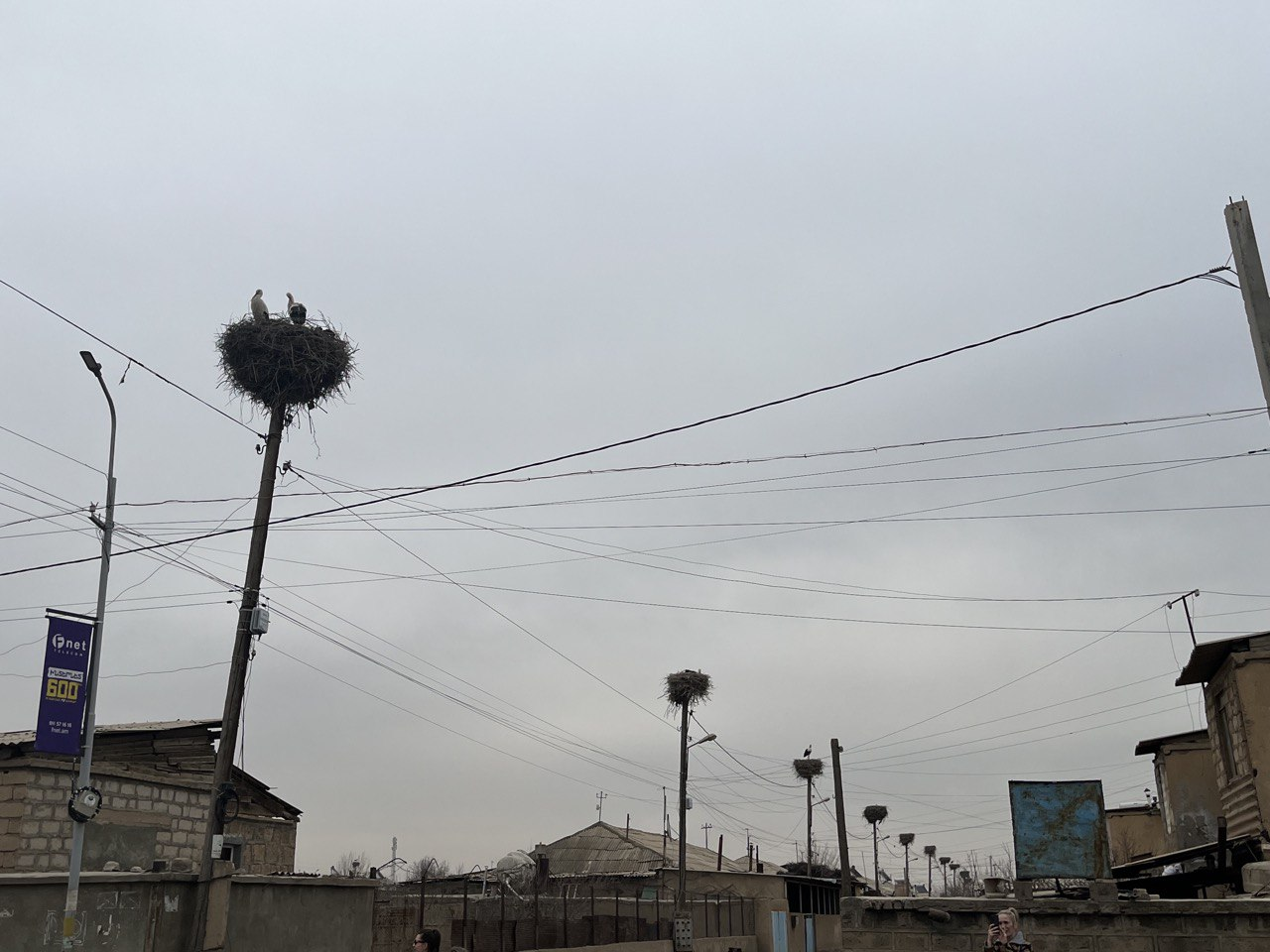
Аисты в брачный период
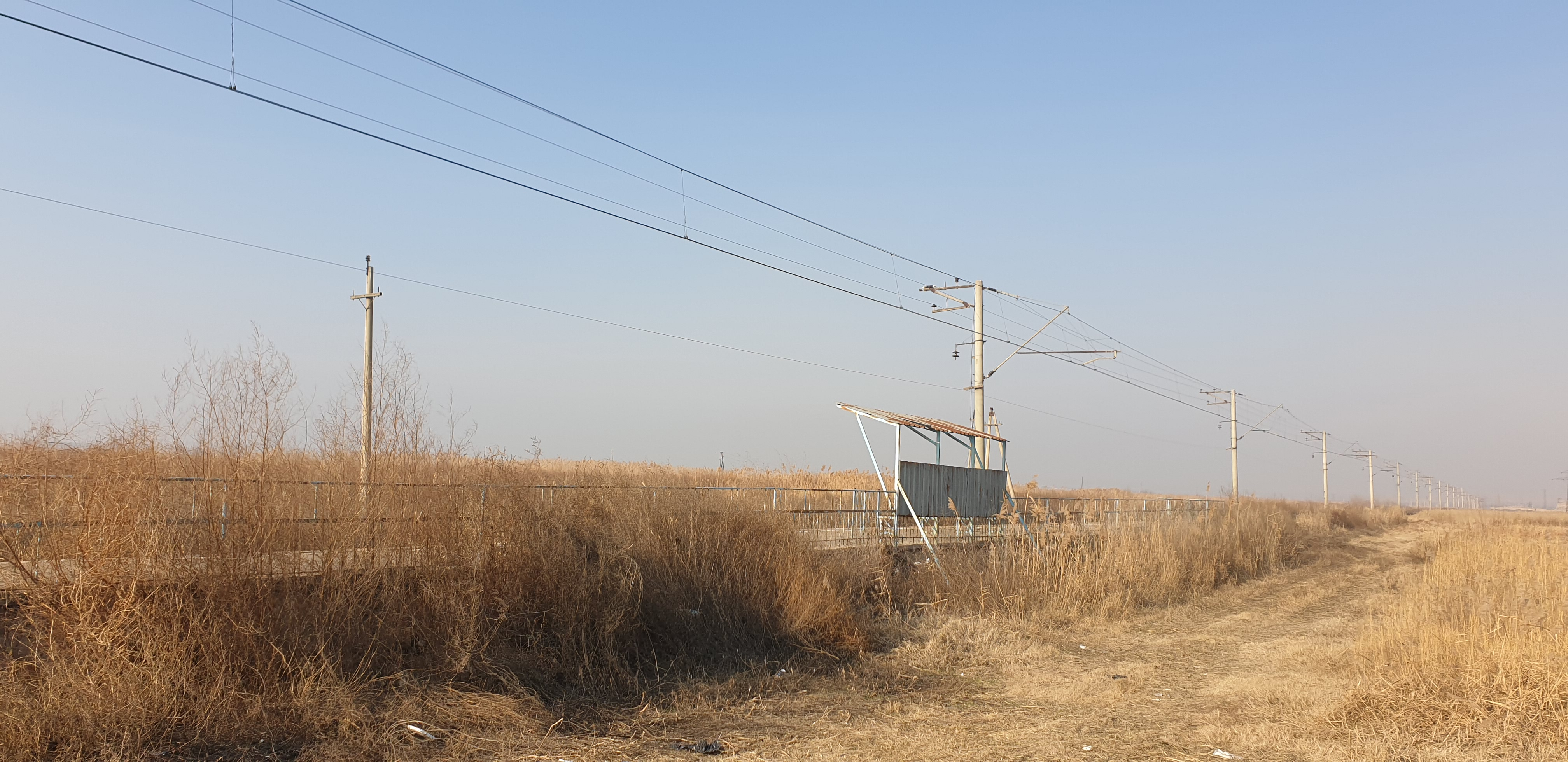
Железнодорожная станция Суренаван
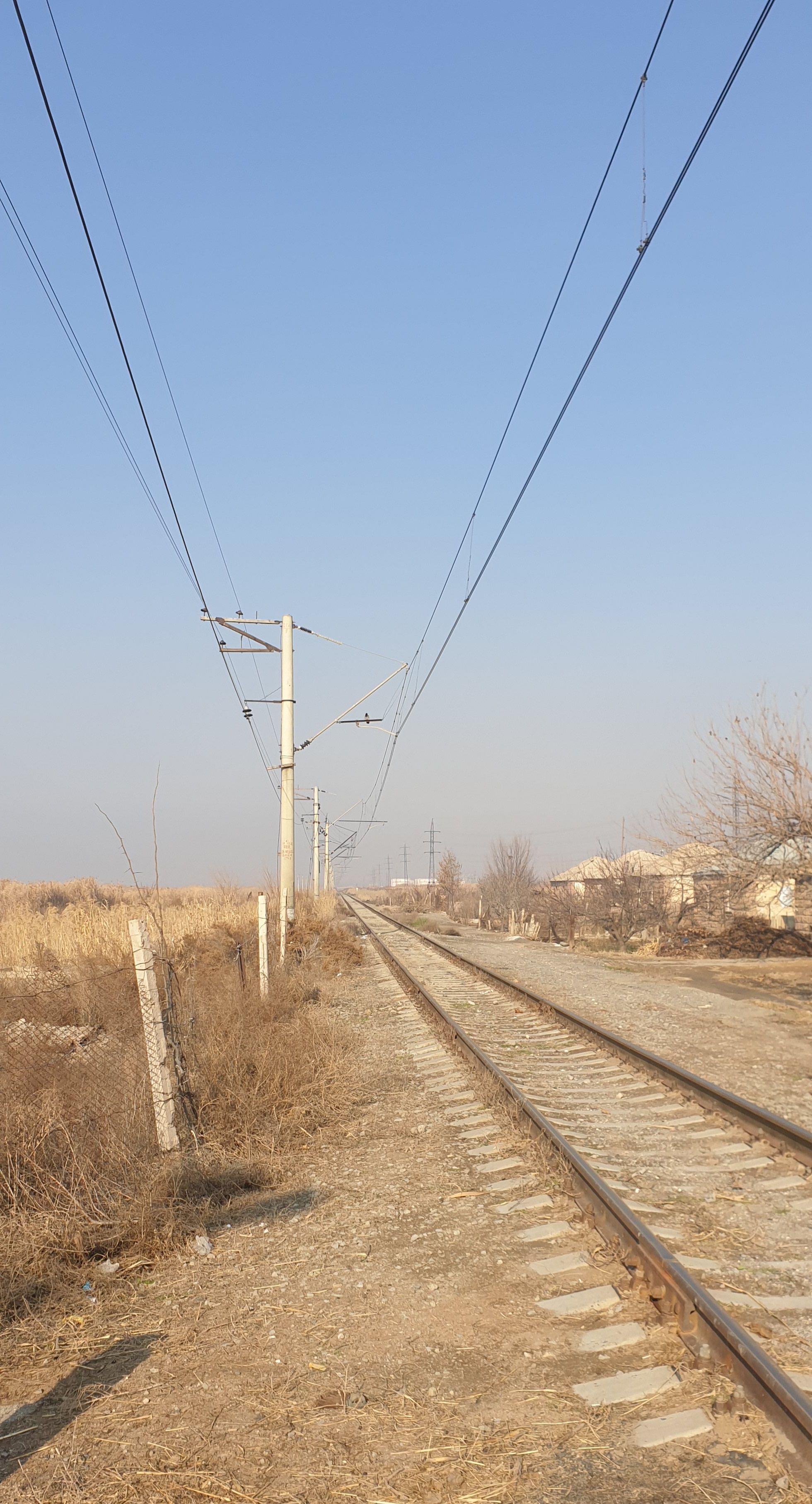
Участок железной дороги
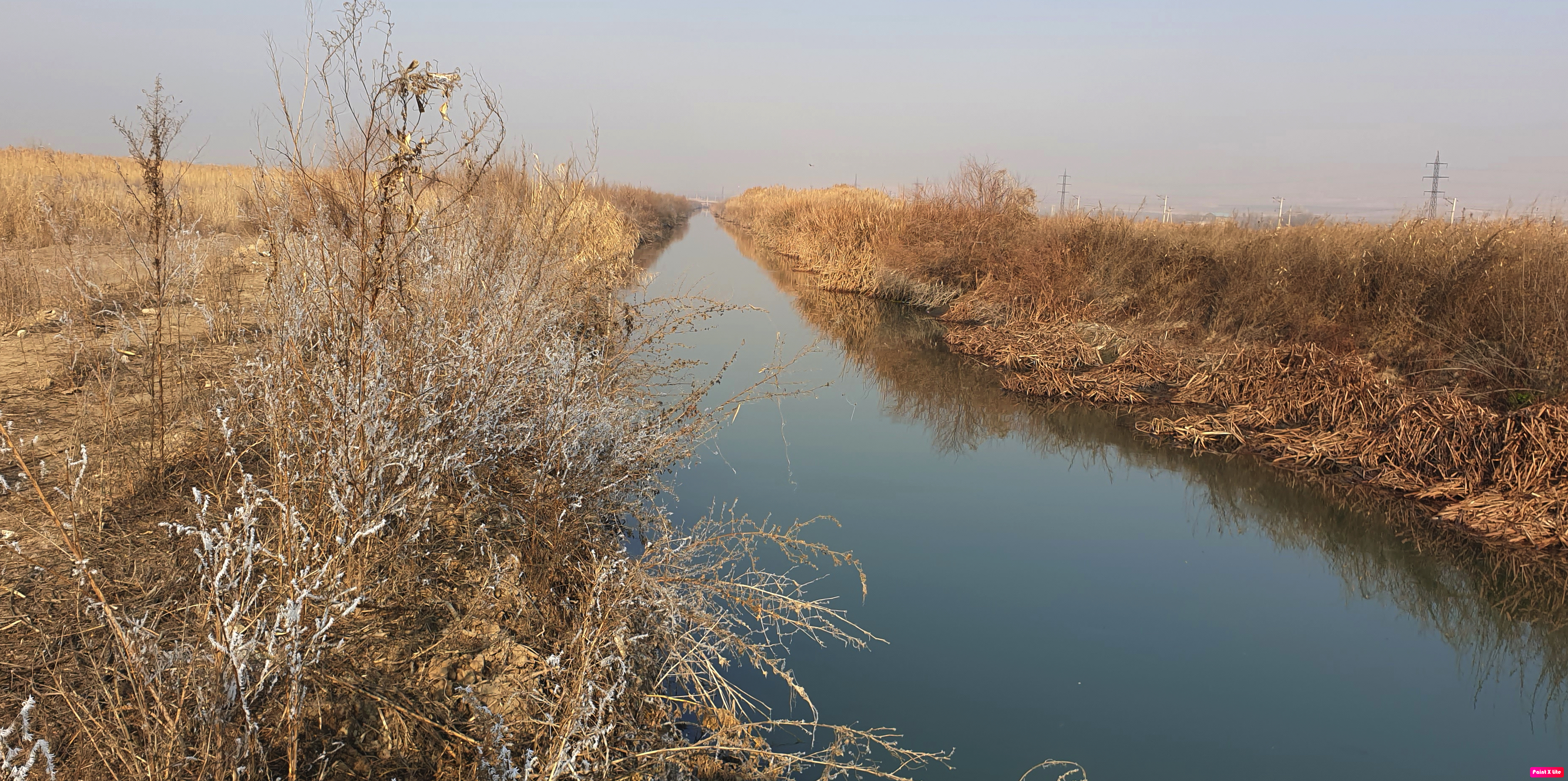
Оросительный канал в районе села